# Juan Carlos Higuero
Juan Carlos Higuero (Aranda de Duero, 3 augustus 1978) is een Spaanse middellangeafstandsloper, die is gespecialiseerd in de 1500 m. Hij werd Europees indoorkampioen en meervoudig Spaans kampioen in deze discipline. Ook vertegenwoordigde hij zijn land driemaal op de Olympische Spelen.

## Loopbaan

### Eerste Spaanse titel en tweemaal OS-deelnemer
In 2000 boekte Higuero zijn eerste succes door het onderdeel 1500 m te winnen op de Spaanse kampioenschappen. In datzelfde jaar nam hij deel aan de Olympische Spelen van 2000 in Sydney. Hij kwalificeerde zich voor de finale van de 1500 m, waar hij een achtste plaats behaalde in 3.38,91. De finale werd gewonnen door de Keniaan Noah Ngeny, die met 3.32,07 het olympische record verbeterde.
Vier jaar later slaagde hij er niet in om op de Olympische Spelen in Athene opnieuw de finale te bereiken. Nadat hij zich in zijn 1500 m-serie als zesde met een tijd van 3.38,36 voor de halve finale had gekwalificeerd, strandde hij hierin als achtste in 3.42,13.

### Europees indoorkampioen
Zijn grootste prestatie leverde Higuero in 2007 door op de Europese indoorkampioenschappen in Birmingham in zijn specialiteit een gouden medaille te winnen. Hij won deze wedstrijd voor zijn landgenoten Sergio Gallardo en Arturo Casado. Des te teleurstellender was het daarom, dat hij in datzelfde jaar op de wereldkampioenschappen in Osaka in 3.38,34 slechts dertiende werd.

### Beste olympische resultaat
Beter verging het Juan Carlos Higuero weer in 2008 op de wereldindoorkampioenschappen in Valencia. Hier veroverde hij de bronzen medaille in 3.38,82. In de eindsprint waren Deresse Mekonnen (eerste in 3.38,23 ) en Daniel Komen (tweede in 3.38,54) hem net te snel af. Later dat jaar behaalde hij in Peking, bij zijn derde olympische optreden in successie, zijn beste olympische resultaat: in 3.34,44 finishte hij in de 1500 m-finale als vijfde. Deze prestatie werd een jaar later zelfs nog opgewaardeerd naar een vierde plaats, nadat de aanvankelijke winnaar, de Bahreini Rashid Ramzi tegen de lamp was gelopen na een dopingcontrole en was gediskwalificeerd.
Minder succesvol was zijn optreden een jaar later bij de WK in Berlijn. Na zich op de 1500 m als derde in zijn serie te hebben geplaatst voor de halve finale, bleef hij hierin op een zevende plaats in 3.37,33 steken.
In 2010 werd weinig van Higuero vernomen, maar op de EK indoor van 2011 in Parijs was hij er weer bij. In de 1500 m finale, die door zijn landgenoot Manuel Olmedo werd gewonnen in 3.41,03, werd hij zesde in 3.42,29. Later dat jaar, tijdens het baanseizoen, maakte hij zich voor zijn land verdienstelijk door tijdens de Superleague-wedstrijd om de Europa Cup voor landenteams in Stockholm de 3000 m te winnen.
Vervolgens werd het in 2012 opnieuw stil rond Higuero. Slechts aan het eind van het jaar deed hij weer van zich spreken door tijdens de Europese veldloopkampioenschappen in Boedapest in de mannencross over 9,9 km de zestiende plaats voor zich op te eisen. Dit droeg ertoe bij dat Spanje in dit toernooi bij de mannen het landenklassement won, want naast Higuero werden Carles Castillejo, Ayad Lamdassem en Javier Guerra respectievelijk vijfde, zesde en achtste.

### Zilver op EK indoor
In 2013 liet Juan Carlos Higuero zich weer eens van zijn beste kant zien door op de EK indoor in Göteborg op de 3000 m naar de zilveren medaille te snellen in 7.50,26. Slechts in Hayle Ibrahimov uit Azerbeidzjan, die de eindsprint won in 7.49,74, moest hij zijn meerdere erkennen. Later dat seizoen veroverde hij ook zijn eerste Spaanse titel op dit onderdeel. Higuero heeft voor het vervolg van zijn carrière zijn focus duidelijk verlegd van de 1500 op de 3000 m.

## Titels
- Europees indoorkampioen 1500 m - 2007
- Spaans kampioen 1500 m - 2000, 2002, 2003, 2006
- Spaans indoorkampioen 1500 m - 2002, 2003, 2004, 2005
- Spaans indoorkampioen 3000 m - 2013

## Persoonlijke records
Outdoor
| Onderdeel           | Prestatie | Datum            | Plaats  |
| ------------------- | --------- | ---------------- | ------- |
| 800 m               | 1.45,87   | 21 juli 2007     | Madrid  |
| 1000 m              | 2.18,23   | 7 september 2006 | Andújar |
| 1500 m              | 3.31,57   | 14 juli 2006     | Rome    |
| 1 Eng. mijl         | 3.52,49   | 12 juli 2002     | Rome    |
| 2000 m              | 4.58,03   | 5 juli 2011      | Reims   |
| 3000 m              | 7.38,71   | 17 juli 2009     | Parijs  |
| 5000 m              | 13.22,68  | 13 juni 2008     | Huelva  |
| 3000 m steeplechase | 9.51,34   | 1995             |         |

Indoor
| Onderdeel | Prestatie | Datum            | Plaats   |
| --------- | --------- | ---------------- | -------- |
| 800 m     | 1.49,26   | 11 februari 2011 | Sevilla  |
| 1500 m    | 3.36,39   | 14 februari 2004 | Valencia |
| 3000 m    | 7.48,46   | 12 februari 2005 | Valencia |

## Palmares

### 1500 m
Kampioenschappen
- 2000:  Spaanse kamp. - 3.38,54
- 2000: 8e OS - 3.38,91
- 2001: 9e WK indoor - 3.56,71
- 2002:  Spaanse indoorkamp. - 3.45,74
- 2002:  EK indoor - 3.50,08
- 2002:  Spaanse kamp. - 3.38,81
- 2002: 5e EK - 3.45,81
- 2003:  Spaanse indoorkamp. - 3.47,03
- 2003:  Europese Indoorcup - 3.41,64
- 2003: 8e WK indoor - 3.44,81
- 2003:  Europacup - 3.49,16
- 2003:  Spaanse kamp. - 3.39,71
- 2003: 11e WK - 3.38,49
- 2004:  Spaanse indoorkamp. - 3.44,70
- 2004: 8e in ½ fin. OS - 3.42,13
- 2004:  Europacup B in Istanboel - 3.51,34
- 2005:  Spaanse indoorkamp. - 3.47,09
- 2005:  EK indoor - 3.37,98
- 2005:  Europacup - 3.41,72
- 2005: 6e WK - 3.40,34
- 2005: 10e Wereldatletiekfinale - 3.45,45
- 2006:  Europacup - 3.50,85
- 2006:  Spaanse kamp. - 3.41,17
- 2006:  EK - 3.39,62
- 2007:  EK indoor - 3.44,41
- 2007: 13e WK - 3.38,43
- 2008:  WK indoor - 3.38,82
- 2008: 4e OS - 3.34,44 (na DQ Rashid Ramzi)
- 2009: 7e in ½ fin. WK - 3.37,33
- 2011: 6e EK indoor - 3.42,29

Golden League-podiumplek
- 2007:  Memorial Van Damme – 3.34,72

### 3000 m
- 2011:  Europa Cup voor landenteams - 8.03,43
- 2013:  Spaanse indoorkamp. - 7.55,82
- 2013:  EK indoor - 7.50,26

### 5000 m
- 1997:  EK U20 - 14.31,79
- 2006:  EK - 13.46,48

### veldlopen
- 2005: 39e WK (korte afstand) - 12.28
- 2006: 38e WK (lange afstand) - 11.24
- 2012: 16e EK te Boedapest (lange afstand = 9,9 km) - 30.37 ( in landenklassement)